# Glassfabriken (kulturförening)
Kulturföreningen Glassfabriken (officiellt namn Ideella föreningen Kulturcentret Glassfabriken med firma Café Glassfabriken) låg i stadsdelen Möllevången i Malmö. Det var en ideell, drogfri förening vars mål var "ett demokratiskt, jämställt, ekologiskt och ekonomiskt jämlikt samhälle".
Utöver medlemsintäkter drev Glassfabriken ett kafé med hjälp av bidrag från Arbetarnas bildningsförbund Malmö.

## Syfte
Glassfabrikens syfte var att vara en alkohol- och drogfri plats där ungdomar i södra innerstaden av Malmö kunde träffas för "sociala, kulturella och politiska aktiviteter". Föreningen drivs dessutom främst av ungdomar, och vill uppmana till samhällsdiskussion och engagemang för integration, ekonomisk rättvisa i världen, närdemokrati och mot rasism och sexism.
Föreningen ville vara en uppsökande verksamhet där människor själva tar initiativ till aktiviteter och sociala arrangemang, som musikkvällar, temadagar, konstutställningar, föredragsserier, filmvisningar och paneldebatter.

## Sevedsprojektet
Föreningen deltog även i Sevedsprojektet, som dock leddes av socionomen Johanna Saunders och socialpedagogen Cesar Vargas. Projektet syftade till att stärka ungdomars identitet i områdena Södra Sofielund – bland annat kring Sevedsplan – där det inte fanns några organiserade aktiviteter för ungdomar upp till 12 och personer upp till 18 överlag inte är aktiverade i någon förening. Föreningens syfte var att höja områdets sociala status och skapa samhällsengagemang för de ungdomar som deltar i projektet. Arbetet hade sina teoretiska utgångspunkter i medvetandegörande, feministiskt och antirasistiskt socialt arbete, samt egenmakt ("empowerment").

## Medial uppmärksamhet
Glassfabriken uppmärksammades i massmedia då Syndikalistiska ungdomsförbundet hade introduktionsmöte om den utomparlamentariska vänsterkampanjen Osynliga partiet.